# Nyctophilus gouldi
Nyctophilus gouldi är en fladdermusart som beskrevs av Robert Fisher Tomes 1858. Nyctophilus gouldi ingår i släktet Nyctophilus och familjen läderlappar. IUCN kategoriserar arten globalt som livskraftig. Inga underarter finns listade i Catalogue of Life.
Nyctophilus gouldi når en längd upp till 5,8 cm. Den har mörkbrun till mörkgrå päls på ovansidan och ljusgrå päls vid buken. Typiska är de långa öronen som kan vikas när djuret vilar.
Arten förekommer främst i östra och sydöstra Australien i en mer eller mindre bred region vid havet. En avskild population lever i sydvästra Australien. Nyctophilus gouldi vistas i låglandet och i bergstrakter upp till 1240 meter över havet. Habitatet utgörs av skogar med hårdbladsväxter och tät undervegetation.
Som viloplats används trädens håligheter, bergssprickor och byggnadernas tak. Per år föds en kull med upp till två ungar. Före ungarnas födelse bildar honor kolonier med 10 till 20 medlemmar som är skilda från hanarna. Ungarna diar sin mor upp till 6 veckor. De får flygförmåga under sensommaren (januari på södra jordklotet).
Denna fladdermus jagar flygande insekter tätt över marken. Ibland plockar den byten från växtligheten. Under den kalla årstiden går Nyctophilus gouldi en eller flera gångar för upp till 11 dagar i dvala.